# Manifestación taiwanesa del 26 de marzo de 2005
La manifestación taiwanesa del 26 de marzo de 2005 fueron una serie de protestas que tuvieron lugar en la República de China (Taiwán), a raíz de la aprobación de la ley antisecesión de la República Popular China por parte de la Asamblea Popular Nacional, en el cual la RPC reconoce a Taiwán como una "provincia rebelde".

## Historia
El 26 de marzo de 2005, cientos de miles de taiwaneses se concentraron en Taipéi, capital de Taiwán, para marchar en contra de la ley antisecesión de la República Popular China, que consideran una amenaza a la seguridad y a la democracia de la isla.
El conflicto sino-taiwanés se remonta a diciembre de 1949, cuando Chiang Kai-shek, obligado a dejar el territorio de la China continental en poder de los comunistas de Mao Zedong, estableció su gobierno en la isla de Taiwán. Desde el final de la guerra civil en 1949, China ha amenazado en numerosas ocasiones con atacar la isla si ésta declara su independencia de facto con un estatus independiente permanente. La ley aprobada por China en 2005 codifica los pasos legales para autorizar las medidas militares contra el RC.
El oficialista Partido Progresista Democrático (PDP) es el alma de la «Amplia Coalición por la Democracia, Paz y Protección de Taiwán», organizadora de esta gigantesca marcha, que se ha iniciado en diez lugares diferentes de Taipéi para recorrer unos 40 kilómetros en total, en un festival popular lleno de colorido, música y lemas en favor de la paz, democracia y soberanía de la isla de Formosa.
Las diez zonas de las que ha partido la manifestación representan cada uno de los artículos de la ley china antisecesionista. Al final del recorrido, todos los manifestantes se han unido en el amplio bulevar en frente de la sede presidencial. En la avenida que desemboca en el Palacio Presidencial, los organizadores han colocado dos símbolos de la protesta: una gigantesca bola blanca inscrita con la palabra «Peace» («Paz» en inglés) y un gran erizo rojo con púas que representan los 706 misiles chinos ubicados a pocos kilómetros de la isla.
En otro lugar de Taipéi, 706 niños, uno por cada misil chino cercano a Taiwán, muestran en sus traseros frases en contra de la amenaza bélica de China, de la Ley anti-secesión y llamamientos para que Pekín retire las armas. El presidente taiwanés, Chen Shui-bian, así como sus allegados, se han unido a mitad de recorrido a una de las diez marchas. Tras aguardar en su coche a que llegaran los manifestantes, ha salido del vehículo y ha saludado a los congregados. La Policía militar ha movilizado a 500 agentes, vestidos con ropa de calle, para proteger al presidente, según fuentes oficiales.
Algunos manifestantes portaban grandes fotos del presidente estadounidense, George W. Bush, y el primer ministro japonés, Junichiro Koizumi, así como otros líderes mundiales, a los que reclaman más presión a China para que deje de amenazar a su país. Otras muchas personas llevaban cintas en la cabeza en las que podía leerse «Democracia, paz, proteged Taiwán». La organización ha movilizado más de 5.000 autobuses procedentes de todas partes de Taiwán y ha preparado 200.000 botellas de agua y 1.500 servicios sanitarios públicos, con más de dos millones de dólares estadounidenses recaudados de individuos y grupos privados, con el fin de dejar claro que la protesta era «popular» y no «gubernamental».
Tanto el presidente taiwanés, Chen Shui-bian, como el primer ministro, Frank Hsieh, han participado en la marcha aunque a título personal. Chen ya ha condenado con rotundidad la Ley Antisecesión china y ha afirmado que sólo los taiwaneses tienen derecho a decidir el destino de la isla y que la ley china pende como una «espada de Damocles» sobre Taiwán y su régimen democrático.

## Otros proyectos
- Wikinoticias tiene noticias relacionadas con Hundreds of thousands protest anti-secession law in Taiwan.(en inglés)